# مادو مهنا
مادو مهنا (6 مارس 1991 بسنغافورة - ) هو لاعب كرة قدم سنغافوري في مركز الظهير. شارك مع منتخب سنغافورة تحت 22 سنة لكرة القدم ‏ ومنتخب سنغافورة لكرة القدم. أما مع النوادي، فقد لعب مع ليونز تويلف ونادي واريورز ووودلاندز ويلينغتون ويانج لايونز.

## وصلات خارجية
- مادو مهنا على موقع الاتحاد الدولي (مؤرشف)  (الإنجليزية)
- مادو مهنا على موقع قاعدة بيانات كرة القدم.إي يو (الإنجليزية)
- مادو مهنا على موقع ناشيونال فوتبول تيمز (الإنجليزية)